# Gráda
Gráda — музыкальная группа исполняющая традиционную ирландскую музыку, основанная в 2001 году, в состав которой входят ирландские и новозеландские музыканты. Группа Gráda, базирующаяся в Дублине и Голуэе, большую часть времени проводит в международных турах. В 2011 году участники Gráda распались, чтобы работать над индивидуальными проектами. Группа воссоединилась в 2020 году, чтобы дать концерт в Новой Зеландии, и к ним присоединилась Тола Касти. В октябре 2023 года они воссоединились, чтобы отправиться в девятидневный тур по Новой Зеландии, за которым последуют концерты в Ирландии.

## Наследие
Gráda получили признание критиков, а их последний альбом Natural Angle был признан одним из лучших фолк-альбомов 2010 года в США по версии NPR / Folk Alley и IMA music awards. Их предыдущий альбом Cloudy Day Navigation несколько раз появлялся в десятке лучших Irish Music. Gráda получили восторженные отзывы от Irish Music, Sing Out!, The Irish Times, The Evening Herald и The Event Guide.

## Дискография
- Off to Sardinia (2001)
- Endeavour (2002)
- The Landing Step (2004)
- Cloudy Day Navigation (2007)
- Natural Angle (2010, Compass)